# 布吕雅斯
布吕雅斯（法語：Brugheas，法語發音：[bʁyʒas]）是法国阿列省的一个市镇，位于该省南部，属于维希区。

## 地理
布吕雅斯（46°4'36"N, 3°22'4"E）面积26.81 平方千米，位于法国奥弗涅-罗讷-阿尔卑斯大区阿列省，该省份为法国中部省份，北起涅夫勒省、西北接谢尔省，西南至克勒兹省，南至多姆山省，东南临卢瓦尔省，东临索恩-卢瓦尔省。
与布吕雅斯接壤的市镇（或旧市镇、城区）包括：阿布雷、阿列河畔贝尔里夫、比奥扎、欧特里沃、塞尔巴讷、巴和勒扎、埃菲亚、圣西尔韦斯特-普拉古兰。

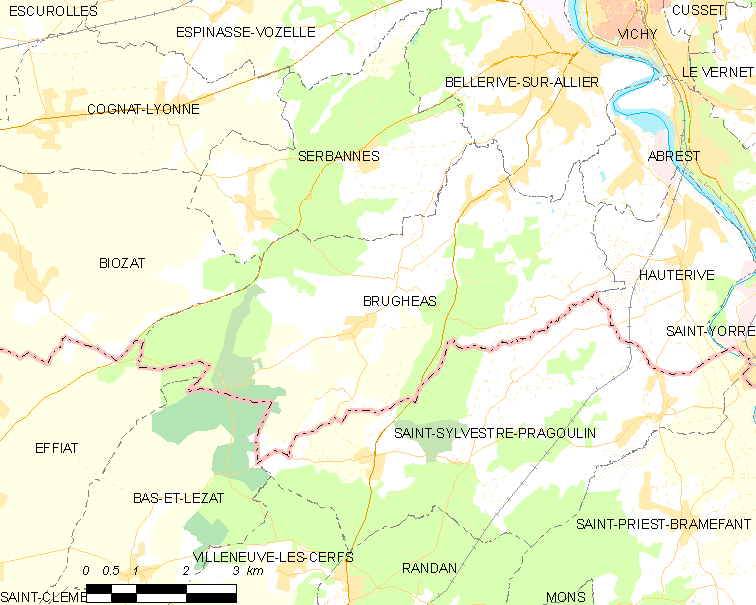
布吕雅斯的OSM定位图

布吕雅斯的时区为UTC+01:00、UTC+02:00（夏令时）。

## 行政
布吕雅斯的邮政编码为03700，INSEE市镇编码为03044。

## 政治
布吕雅斯所属的省级选区为阿列河畔贝尔里夫县。

## 人口

1962-2008年间布吕雅斯人口变化图示

布吕雅斯于2022年1月1日时的人口数量为1556人。